# 国際連合安全保障理事会決議243
国際連合安全保障理事会決議243（こくさいれんごうあんぜんほしょうりじかいけつぎ243、英: United Nations Security Council Resolution 243）は、1967年12月12日に国際連合安全保障理事会で採択された決議である。南イエメンの国際連合への加盟申請を検討した上で、国際連合総会に対して承認勧告を行った。